# 市来乙彦
市来 乙彦（いちき おとひこ、正体字：市來 乙彥、明治5年壬申4月13日〈1872年5月19日〉 - 昭和29年〈1954年〉2月19日）は、日本の大蔵官僚、政治家。位階は従三位、勲等は勲一等。大蔵次官、大蔵大臣（加藤友三郎内閣）、日本銀行総裁、東京市長、貴族院議員（勅選）、参議院議員（1期3年）などを歴任した。

## 生涯
旧薩摩藩士の三男として、鹿児島県鹿児島市春日小路町に生まれる。地元の中学造士館を卒えて鹿児島高等中学造士館に入るが、家計の都合で中退。1889年（明治22年）に上京し、田尻稲次郎の書生となって苦学する。1890年（明治23年）10月に第一高等中学校予科へ編入学し、翌年本科へ進む。1893年（明治26年）7月、第一高等中学校本科卒業。1896年（明治29年）、帝国大学法科大学政治学科卒業。同年大蔵省入省。主税局属。 
1903年（明治36年）、5月9日 主計局予算決算課長兼主計局司計課長。 1903年（明治36年）、7月25日 主計局予算決算課長。 1909年（明治42年）、3月12日 大蔵参事官。 1911年（明治44年）、9月6日 主計局長。 
1916年（大正5年）、12月16日 寺内内閣の勝田主計蔵相のもとで大蔵次官（〜1918年10月2日）。 1918年（大正7年）、9月21日 貴族院勅選議員に勅任（〜1947年5月2日貴族院廃止）。 1922年（大正11年）、6月12日 加藤友三郎内閣の大蔵大臣を拝命（〜1923年9月2日）、徹底した緊縮財政で第一次世界大戦後のインフレ政策是正に努める。 
1923年（大正12年）、9月5日 第10代日本銀行総裁に就任、関東大震災で甚大な被害を受けた日本経済の建て直しに奔走。 1927年（昭和2年）、5月9日 金融恐慌の沈静化を区切りとして日銀総裁を退任。 1928年（昭和3年）、1月7日 第12代東京市長に互選（〜1929年2月14日）、東京の財政再建を手がける。 
1947年（昭和22年）、4月22日投票の第1回参議院選挙に全国区から無所属で立候補して下位当選（任期3年）。 1950年（昭和25年）、6月4日投票の第2回参議院選挙に全国区から緑風会公認で立候補して落選、政界から引退する。 
晩年は千葉県千葉市稲毛町で過ごし、その地で滞在していた家において、1954年2月19日の夜に老衰のため死去した。81歳没。死没日付をもって旭日大綬章を追贈された。

## 栄典
位階
- 1922年（大正11年）6月20日  - 従三位[15]

叙勲
- 1903年（明治36年）12月19日 - 勲六等瑞宝章[16]
- 1918年（大正7年）9月29日 - 勲一等瑞宝章[17]
- 1954年（昭和29年）2月19日 - 勲一等旭日大綬章

記念章
- 1921年（大正10年）7月1日 - 第一回国勢調査記念章[18]
- 1930年（昭和5年）12月5日 - 帝都復興記念章[19]

外国勲章佩用允許
- 1909年（明治42年）7月8日 - 大韓帝国：勲二等八卦章[20]